# La Rambla de Castro
La Rambla de Castro este o arie protejată (arie specială de conservare — SAC, sit de importanță comunitară — SCI) din Spania întinsă pe o suprafață de 45 ha, integral pe uscat.

## Localizare
Centrul sitului La Rambla de Castro este situat la coordonatele 28°23′57″N 16°35′07″W / 28.3992°N 16.5854°V.

## Înființare
Situl La Rambla de Castro a fost declarat sit de importanță comunitară în octombrie 1999 pentru a proteja un număr necunoscut de specii din flora spontană și fauna sălbatică aflate în arealul zonei. Situl a fost protejat și ca arie specială de conservare în ianuarie 2010.

## Biodiversitate
Situată în ecoregiunea , aria protejată conține 5 habitate naturale: Pante stâncoase silicioase cu vegetație casmofită, Galerii și tufărișuri riverane sudice (Nerio-Tamaricetea și Securinegion tinctoriae), Plantații de palmieri Phoenix, Tufărișuri termo-mediteraneene și de pre-deșert, Faleze cu floră endemică de pe coastele macaroneziene.
La baza desemnării sitului se află un număr nedeclarat de specii protejate.